# Cecilia Maria de la Santa Faz
Cecilia María Sanchez Sorondo (en religion Cecilia María de la Santa Faz ou, en français, Cécile Marie de la Sainte Face), née le 5 décembre 1973 à San Martín de los Andes (Argentine) et morte le 23 juin 2016 à Buenos Aires, est une religieuse carmélite argentine dont la cause de béatification et canonisation a été ouverte en février 2024 par Sergio Alfredo Fenoy, évêque de Santa Fe. 

## Biographie

### Famille et enfance
Cecilia María Sanchez Sorondo est la fille du colonel Santiago Sanchez Sorondo et de María Teresa Bosch Seeber. Elle est, par son père, la nièce de Marcelo Sanchez Sorondo, devenu chancelier de l'Académie pontificale des sciences en 1998. Deuxième d'une fratrie de dix enfants, la fillette grandit surtout au gré des affectations de son père, tout en pratiquant certains loisirs, comme l'équitation ou le jardinage. Vers l'âge de 17 ans, elle ressent un attrait pour la spiritualité carmélitaine. En voyage en Europe, elle visite Ségovie et fait halte sur la tombe de saint Jean de la Croix où elle prie pour découvrir sa vocation. De passage à Ávila, elle est bouleversée par la visite du carmel Santa Teresa et ressent l'appel à la vie religieuse. La décision semble prise : elle sera carmélite. De retour en Argentine, elle entreprend cependant des études pour devenir infirmière. Ses parents lui demandent en effet de patienter quelques années avant de tenter la vie consacrée. 

### Vie religieuse
Cecilia María entre au Carmel Saint-Joseph-et-Sainte-Thérèse de Santa Fe le 8 décembre 1997, à l'âge de 24 ans. Elle y reçoit le nom de Cecilia Maria de la Santa Faz (" de la Sainte Face " en français) en référence à la Sainte Face de Jésus-Christ, et en écho au centenaire de la mort de Thérèse de Lisieux, célébré cette année-là dans l'univers carmélitain. Elle fait sa profession perpétuelle en 2003. Rien ne la distingue spécialement des autres religieuses de son couvent, excepté sa bonne humeur constante, son énergie, et son goût pour le violon (acquis dans l'enfance) qui lui permet non seulement de canaliser ses moments d'anxiété, mais aussi d'embellir la liturgie. Sensible, Cecilia María supporte parfois difficilement d'être séparée des autres sœurs, et doit apprendre à dompter ses émotions pour progresser en maturité spirituelle. 
Elle développe une certaine dévotion pour l'Enfant Jésus de la crèche, et manifeste de l'intérêt pour le Livre de la vie de Thérèse d'Avila, qui lui apprend à approfondir son intimité avec le Christ. Elle éprouve également de la fascination pour Mariam Baouardy, canonisée en mai 2015. 

### Maladie et mort
Le 11 décembre 2015, une consultation chez un dentiste révèle que Cecilia María est atteinte d'une tumeur sur la langue. Des examens complémentaires diagnostiquent un cancer de la langue. La jeune religieuse accepte son sort avec sérénité, et se résout à commencer ses traitements à Buenos Aires, loin de son carmel de Santa Fe. Elle est hospitalisée à l'hôpital Universitaire Austral, réputé pour la qualité de ses soins. Malgré cela, son état se dégrade de jour en jour : toute déglutition lui devient extrêmement douloureuse, et l'ingurgitation d'aliments liquides, impossible. Une gastrostomie est pratiquée en janvier 2016. Parallèlement, la jeune femme ne peut plus s'exprimer normalement, et doit communiquer par écrit. L'impossibilité de pouvoir boire et manger lui cause une vive souffrance, comme elle le révèle à sa prieure. " J'ai soif " devient sa parole de prédilection, en référence aux dernières paroles du Christ sur la croix. Cette faiblesse ne l'empêche pourtant pas de se tenir debout, au grand étonnement des médecins : Cecilia Maria pense en effet qu'elle doit persévérer au milieu de la douleur, à l'image de Dorothée de Gaza, dont elle aime citer les écrits.  
De brefs séjours à Santa Fe, dans son carmel, ne suffisent pas à améliorer son état de santé. Les pneumonies se succèdent, et les nombreux soins apportés ne parviennent pas à endiguer la maladie. Cecilia María préfère la perspective des soins palliatifs, à toute nouvelle opération. Une trachéotomie, pratiquée en dernier recours, lui provoque de nouvelles souffrances : les sensations d'étouffement se font de plus en plus fréquentes. Son sort paraît définitivement scellé quand on lui apprend qu'elle est atteinte de métastases aux poumons. Sa douleur est cependant allégée par sa foi profonde et sa joie de vivre, qu'elle communique à l'équipe médical. Peu de temps avant sa mort, elle a encore le plaisir d'écouter un message du pape François, enregistré spécialement à son intention. Elle meurt finalement le 23 juin 2016, à l'âge de 42 ans. 

## Postérité

### Notoriété post-mortem
Dans les tout derniers instants de la vie de Cecilia María de la Santa Faz, des photographies sont prises à l’hôpital, où on la voit souriante et apaisée face à la mort. Ces clichés, diffusés immédiatement après sa disparition, connaissent une certaine notoriété dans la presse et sur les réseaux sociaux. Le sourire de la religieuse contribue à faire connaître son visage dans le monde entier, même si elle n'est pas spontanément identifiée.
Le 14 février 2024, Sergio Alfredo Fenoy, évêque de Santa Fe, signe et publie l'édit ouvrant la voie au processus de béatification et de canonisation. Cela fait de Cecilia María de la Santa Faz une servante de Dieu, premier degré avant qu'elle ne soit peut-être reconnue " vénérable '' un jour par l’Église catholique.

### Unité de l’Église
Dans les derniers mois de son existence, Cecilia María se montre décidée à offrir ses souffrances pour l'unité de l’Église catholique, et notamment dans un contexte quelque peu tendu pour l'ordre du Carmel. Des divisions existent en effet entre les monastères soumis aux constitutions de 1990 et ceux soumis aux constitutions de 1991. Les monastères soumis aux constituent de 1990 sont plus traditionalistes dans leur application de la règle et dépendent directement de l'autorité du pape, tandis que les monastères soumis aux constitutions de 1991 suivent davantage les changements apportés par le Concile Vatican II, tout en dépendant de l'autorité du supérieur provincial. Cecilia Maria de la Santa Faz appartient pour sa part à un carmel soumis aux constitutions de 1990, ce qui ne l'empêche de se montrer préoccupée par les rivalités existant au sein de l'ordre. Quelques années après sa mort, ces soucis d'unité peuvent trouver un écho particulier dans le contexte du motu proprio Traditionis custodes du 16 juillet 2021. Il est également possible de relier cette offrande de soi à celle que fait Thierry de l'Enfant-Jésus et de la Passion peu de temps avant sa mort. Ce jeune carme camerounais décédé en 2006 était quasiment de la même génération que Cecilia María et s'était offert pour les vocations religieuses et sacerdotales au sein de l’Église.  

## Sources et références
1. ↑  (es) Por Hugo Martin, « La religiosa que vivió y murió con una sonrisa en los labios y podría ser la próxima santa argentina », sur infobae, 18 février 2024 (consulté le 24 mai 2024)
2. ↑  (es) Cecilia María de la Santa Faz, « Testimonio vocacional de Hermana Cecilia María de la Santa Faz », sur Cecilia María de la Santa Faz, 6 octobre 2016 (consulté le 26 mai 2024)
3. ↑  (es) « Cecilia María de la Santa Faz », sur Cecilia María de la Santa Faz, 16 mars 2017 (consulté le 24 mai 2024)
4. ↑  (en) CNA, « These photos of a dying nun went viral – and here's why », sur Catholic News Agency (consulté le 24 mai 2024)
5. ↑  (es) A. C. I. Prensa, « Religiosa argentina recordada por su sonrisa va camino a los altares », sur ACI Prensa (consulté le 24 mai 2024)